# Finale du Grand Prix IAAF 1991
Navigation
Édition précédente Édition suivante
La 7e Finale du Grand Prix de l'IAAF s'est déroulée le 20 septembre 1991 à Barcelone. Dix-sept épreuves figurent au programme (10 masculines et 7 féminines).

## Classement général

### Hommes
1. Sergueï Bubka : 69 points
2. Jan Železný : 63 points
3. Michael Johnson : 63 points

### Femmes
1. Heike Henkel : 63 points
2. Merlene Ottey : 63 points
3. Natalya Artyomova : 63 points

## Résultats

### Hommes
| Épreuves          | Or                             | Argent                                                 | Bronze                                                                    |
| ----------------- | ------------------------------ | ------------------------------------------------------ | ------------------------------------------------------------------------- |
| 200 m             | Michael Johnson États-Unis     | Frankie Fredericks Namibie                             | John Regis Royaume-Uni                                                    |
| 400 m             | Roger Black Royaume-Uni        | Andrew Valmon États-Unis                               | Danny Everett États-Unis Steve Lewis États-Unis Raymond Pierre États-Unis |
| 1 500 m           | Noureddine Morceli Algérie     | Saïd Aouita Maroc Jens-Peter Herold Allemagne de l'Est |                                                                           |
| 5 000 m           | Brahim Boutayeb Maroc          | Richard Chelimo Kenya                                  | Ibrahim Kinuthia Kenya                                                    |
| 3 000 m steeple   | Abdelaziz Sahere Maroc         | Moses Kiptanui Kenya                                   | Patrick Sang Kenya                                                        |
| 110 m haies       | Tony Dees États-Unis           | Renaldo Nehemiah États-Unis                            | Jack Pierce États-Unis                                                    |
| Saut à la perche  | Sergueï Bubka Union soviétique | Kory Tarpenning États-Unis                             | Scott Huffman États-Unis                                                  |
| Saut en longueur  | Llewellyn Starks États-Unis    | Larry Myricks États-Unis                               | Mike Powell États-Unis                                                    |
| Lancer du disque  | Romas Ubartas Union soviétique | Lars Riedel Allemagne de l'Est                         | Attila Horváth Hongrie                                                    |
| Lancer du javelot | Jan Železný Tchécoslovaquie    | Kimmo Kinnunen Finlande                                | Vladimir Sasimovich Union soviétique                                      |

### Femmes
| Épreuves        | Or                                 | Argent                              | Bronze                                 |
| --------------- | ---------------------------------- | ----------------------------------- | -------------------------------------- |
| 100 m           | Merlene Ottey Jamaïque             | Gwen Torrence États-Unis            | Mary Onyali Nigeria                    |
| 800 m           | Ana Fidelia Quirot Cuba            | Lyubov Gurina Union soviétique      | Charmaine Crooks Canada                |
| Mile            | Natalya Artyomova Russie           | Doina Melinte Roumanie              | Hassiba Boulmerka Algérie              |
| 3 000 m         | Tatyana Samolenko Union soviétique | Margareta Keszeg Roumanie           | Susan Sirma Kenya                      |
| 400 m haies     | Sandra Farmer-Patrick États-Unis   | Sally Gunnell Royaume-Uni           | Margarita Ponomaryova Union soviétique |
| Saut en hauteur | Heike Henkel Allemagne de l'Est    | Stefka Kostadinova Bulgarie         | Inga Babakova Union soviétique         |
| Lancer du poids | Huang Zhihong Chine                | Natalya Lisovskaya Union soviétique | Astrid Kumbernuss Allemagne de l'Est   |